# سد پوتچفتار
سد پوتچفتار (به لاتین: Potchefstroom Dam) یک سد در آفریقای جنوبی است که در شمال غربی (استان آفریقای جنوبی) واقع شده‌است.